# Bidessus delicatulus
Bidessus delicatulus är en skalbaggsart som först beskrevs av Hermann Rudolph Schaum 1844.  Bidessus delicatulus ingår i släktet Bidessus och familjen dykare. Inga underarter finns listade i Catalogue of Life.